# Großsteingrab Venslev Marker 6
Das Großsteingrab Venslev Marker 6 ist eine megalithische Grabanlage der jungsteinzeitlichen Nordgruppe der Trichterbecherkultur im Kirchspiel Ferslev in der dänischen Kommune Frederikssund.

## Lage
Das Grab liegt westlich von Venslev auf einem Feld. In der näheren Umgebung gibt bzw. gab es zahlreiche weitere megalithische Grabanlagen.

## Forschungsgeschichte
In den Jahren 1873 und 1942 führten Mitarbeiter des Dänischen Nationalmuseums Dokumentationen der Fundstelle durch. Eine weitere Dokumentation erfolgte 1989 durch Mitarbeiter der Forst- und Naturbehörde.

## Beschreibung
Die Anlage besitzt eine runde Hügelschüttung, über deren Maße leicht unterschiedliche Angaben vorliegen. Der Bericht von 1873 nennt einen Durchmesser zwischen 7 m und 9 m und eine Höhe von 1,2 m. Der Bericht von 1942 nennt einen Durchmesser von 12 m und eine Höhe von 1,5 m. Von der Umfassung sind noch acht Steine erhalten. Im Süden und Osten wurde der Hügel angegraben.
Die Grabkammer liegt in der Mitte des Hügels und ist als Urdolmen anzusprechen. Sie ist nordwest-südöstlich orientiert und hat einen rechteckigen Grundriss. Sie hat eine Länge von 2 m und eine Breite von 0,7 m. Die Kammer besteht aus je einem Wandstein an den Langseiten und einem Abschlussstein an der nordwestlichen Schmalseite. Die Südostseite ist offen. Der Deckstein fehlt. Die Wandsteine bestehen aus Sandstein.